# 刺獾蛛
刺獾蛛（学名：Trochosa spinipalpis）为狼蛛科獾蛛属的动物。分布于欧洲、日本、朝鲜以及中国大陆的吉林、内蒙古、北京、河北等地。该物种的模式产地在欧洲。